# José Miguel Ribeiro
José Miguel Ribeiro (Amadora, Portugal, 18 de gener de 1966) és un cineasta portuguès.

## Biografia
José Miguel Ribeiro va néixer el 18 de gener de 1966 a Amadora, Portugal. Va acabar els estudis de Belles arts en la Escola Superior de Belas-Arts de Lisboa i començà a treballar com a dibuixant en 1990.
Comença realitzant uns curts d'animació en 1994 entre els més destacats «O Banquet dona Rainha» i «O Ovo». En 1999 realitza «A Suspeita», curt amb el qual va ser guardonat amb 26 premis internacionals, destacant-se el Cartoon D'Or l'any 2000. L'any 2004 fa una sèrie de dibuixos animats en stop motion d'1,40 minuts de durada titulada «As coisas la de casa» que consta de 26 episodis, on els protagonistes són les coses que es troben en una casa: el pal de fregar, el raspall de dents, les ulleres, l'aspiradora etc. La sèrie va ser guardonada amb diversos premis internacionals.

## Filmografia

### Curts
| Año  | Título                    | Trabajo                     |
| ---- | ------------------------- | --------------------------- |
| 2016 | Fragments                 | Director, guionista         |
| 2016 | Estilhaços                | Director, guionista, editor |
| 2014 | 20 Desenhos E Um Abraço   | Director, guionista         |
| 2014 | Papel de Natal            | Director                    |
| 2012 | Amareloazulpretoamarelo   | Productor                   |
| 2011 | O Sapateiro               | Productor                   |
| 2011 | Independência de Espírito | Productor                   |
| 2010 | Desassossego              | Productor                   |
| 2010 | Viagem a Cabo Verde       | Guionista, productor        |
| 2009 | Passeio de Domingo        | Director                    |
| 2009 | Mi vida en tus manos      | Productor                   |
| 2005 | Abraço do Vento           | Director, guionista         |
| 2000 | A Suspeita                | Director                    |
| 1994 | O Banquete da Rainha      | Director                    |
| 1994 | O Ovo                     | Director, guionista         |
| 1993 | Os Salteadores            | Departament d'animació      |

### Sèries de televisió
| Any  | Títol         | Treball  |
| ---- | ------------- | -------- |
| 2004 | Coses de casa | Director |

### Pel·lícules
| Any  | Títol          | Treball             |
| ---- | -------------- | ------------------- |
| 2015 | Paso a paso... | Director, guionista |
| 2022 | Nayola         | Director            |